# Хту, Джонни и Лютер

Джонни (слева) и Лютер Хту в 12-летнем возрасте

Джонни и Лютер Хту (бирм. ဂျွန်နီထူး နှင့် လူသာထူး, Чжауанни Тху хнан Лута Тху; род. 1988) — каренские братья-близнецы, возглавлявшие вооружённую борьбу Армии Бога с правительством Мьянмы в 1997—2001 годах.

## Биография
Родились в 1988 году. Вслед за отцом вступили в повстанческие отряды христианского народа карен, который многие годы вёл вооружённую борьбу против центрального правительства Мьянмы (Бирмы). Оба брата имеют низкий рост (чуть больше 150 см), что по всей вероятности вызвано недоеданием в детстве, также от войны у них остались многочисленные шрамы от пуль.
Как утверждается, в 1997 году одна из карательных операций армии затронула деревню 9-летних близнецов Джонни и Лютера Хту и, хотя взрослые отступили из деревни, братьям удалось собрать бойцов сопротивления и обратить армейский отряд в бегство. Последователи братьев Хту верили, что тем помогли магические способности, делавшие их и солдат неуязвимыми. Местный священник представил близнецов командованию как спасителей. Хту собрали несколько сотен бойцов, противостоявших правительству под именем Армии Бога.
Отмечалось, что малолетние братья уверенно обращались с автоматами и часто курили. Близнецов было сложно перепутать: Джонни описывался как похожий на девочку ребёнок с длинными волосами и тонкими чертами лица; более агрессивный Лютер выбривал темя.
Братья и Армия Бога оставались малоизвестными за пределами страны, пока в январе 2000 года ровесники близнецов Хту не захватили больницу в таиландском Ратбури. 10 вооружённых детей потребовали переправить их к единомышленникам в Мьянме, однако в ходе штурма они были уничтожены. Количество бойцов Армии Бога уменьшалось, и в январе 2001 года Таиланд предоставил братьям Хту убежище. В 2004 году Лютер женился и стал отцом, однако позже развёлся.
В 2006 году Джонни по неизвестной причине сдался властям Мьянмы. Лютер в 2009 году получил убежище в Швеции, жил в городе Йётене и занимался правозащитной деятельностью; в частности, 6 октября 2013 года он подал петицию о защите каренов в Комитет по правам человека. К этому времени он сумел воссоединиться с братом, который живёт на севере Таиланда. Позже Лютер вернулся в Мьянму и женился там во второй раз.
По состоянию на 2020 год оба брата страдают алкоголизмом и не работают. Большая часть их родственников, включая сестру 2003 года рождения, получила убежище в Новой Зеландии и живёт в Окленде.